# Эпопей (царь Лесбоса)
Эпопей — в римской и древнегреческой мифологии царь Лесбоса, крупного острова в Эгейском море, расположенного напротив побережья Малой Азии. Он совершил акт инцеста, вступив (по некоторым данным, насильно, хотя у Овидия в «Метаморфозах» речь идёт, наоборот, о том, что именно дочь покусилась на отцовское ложе) в половую связь со своей прекрасной дочерью Никтименой, которую полюбил. После этого Минерва (Афина) из жалости превратила последнюю в сову, чтобы спасти от позора, так как от стыда Никтимена пряталась от людей в лесах. В облике совы она могла не показываться никому на глаза днём, появляясь только ночью.